# La Petite Blanchisseuse
La Petite Blanchisseuse est une œuvre du peintre Pierre Bonnard. C'est une lithographie de 1896, représentant une petite fille, de dos, portant un gros panier de linge. Elle fait partie des vingt-deux œuvres de l'Album des peintres-graveurs, de Vollard.

## Historique et description
Le peintre Pierre Bonnard est membre du groupe des Nabis, qui s'inspirent des estampes japonaises ukiyo-e et qui cherchent à représenter la vie ordinaire. 
La Petite Blanchisseuse, que Bonnard réalise en 1896, est un bel exemple de ses représentations de scènes intimistes, de la vie quotidienne et des petits métiers,.
C'est une époque où les lois limitant le travail des enfants et instituant l'obligation scolaire sont récentes et pas toujours appliquées. Les enfants orphelins et étrangers, souvent sans abri, continuent souvent à travailler à travers les rues, parfois jusqu'à l'épuisement.
Sur cette œuvre, la rue, grise avec des pavés blancs, occupe la plupart de l'espace. Cette rue est déserte, à part un petit chien errant. La vue en plongée ne permet pas de voir le ciel. 
La silhouette noire de la petite blanchisseuse se détache nettement sur le fond clair, dans un contraste reflétant l'influence des estampes japonaises. Le personnage féminin n'a pas d'âge visible et pourrait être une vieille femme si le panier à linge et le parapluie noir n'étaient pas trop grands pour elle. Sa silhouette courbée et de dos, comme plaquée au sol par le cadrage en plongée, paraît presque n'être qu'une ombre désincarnée.
Techniquement, c'est une lithographie en cinq couleurs, tirée sur papier de Chine.
Cette lithographie est publiée en 1896 par le marchand d'art et éditeur Ambroise Vollard pour son Album des peintres-graveurs, qui contient vingt-deux œuvres, chacune réalisée par un artiste différent ; le tirage est de cent exemplaires,.

## Éditions
Édition originale :
- Paris, Ambroise Vollard, 1896, tirage à cent exemplaires[5].

## Dans les musées et les collections publiques
- Museum of Modern Art (MoMA), New York[1].
- Metropolitan Museum of Art, New York[7].
- Musée Van Gogh, Amsterdam[2].
- Musée Boijmans Van Beuningen, Rotterdam[5].
- Bibliothèque nationale de France, Paris[6].